# Alloarthopyrenia
Alloarthopyrenia is een monotypisch geslacht van schimmels uit de familie Trypetheliaceae. Het bevat alleen Alloarthopyrenia italica.